# Stadion Miejski w Karwinie
Stadion Miejski – stadion sportowy w Karwinie, w Czechach. Został otwarty w 1969 roku i był stadionem piłkarsko-lekkoatletycznym. Mógł pomieścić 8000 widzów, z czego 904 miejsca znajdowały się na zadaszonej trybunie głównej.
W 2014 został zburzony i do 2016 budowano nowy stadion. Jest on w większości zadaszony. Budowa kosztowała 300 mln koron czeskich. Dodatkowo usunięto bieżnię. Pierwotnie planowano, że nowy stadion będzie miał 7 000 miejsc, jednak ze względu na koszt, projekt odrzucono (miał kosztować 500 mln koron). Swoje spotkania na stadionie rozgrywa drużyna MFK Karwina.

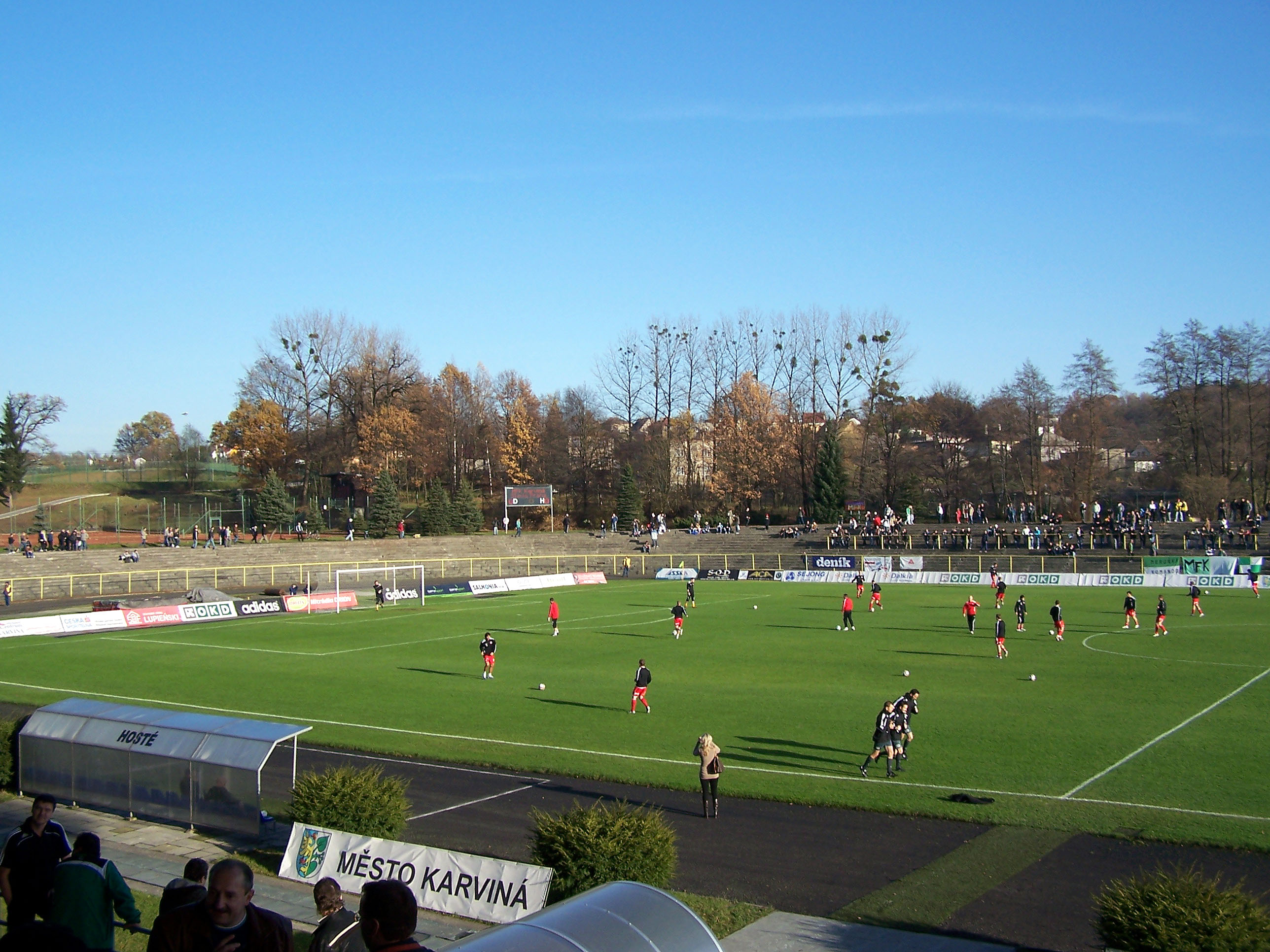
Stary stadion (1969-2014)